# La Flachère
La Flachère település Franciaországban, Isère megyében. Lakosainak száma 456 fő (2022. január 1.). La Flachère Sainte-Marie-d’Alloix, Sainte-Marie-du-Mont, Saint-Vincent-de-Mercuze, Barraux és La Buissière községekkel határos.

## Népesség
A település népességének változása:
| Lakosok száma | 181  | 222  | 302  | 417  | 462  | 479  | 490  | 466  | 454  | 456  |
|               | 1968 | 1982 | 1990 | 2006 | 2013 | 2015 | 2017 | 2019 | 2020 | 2022 |